# Культиватор

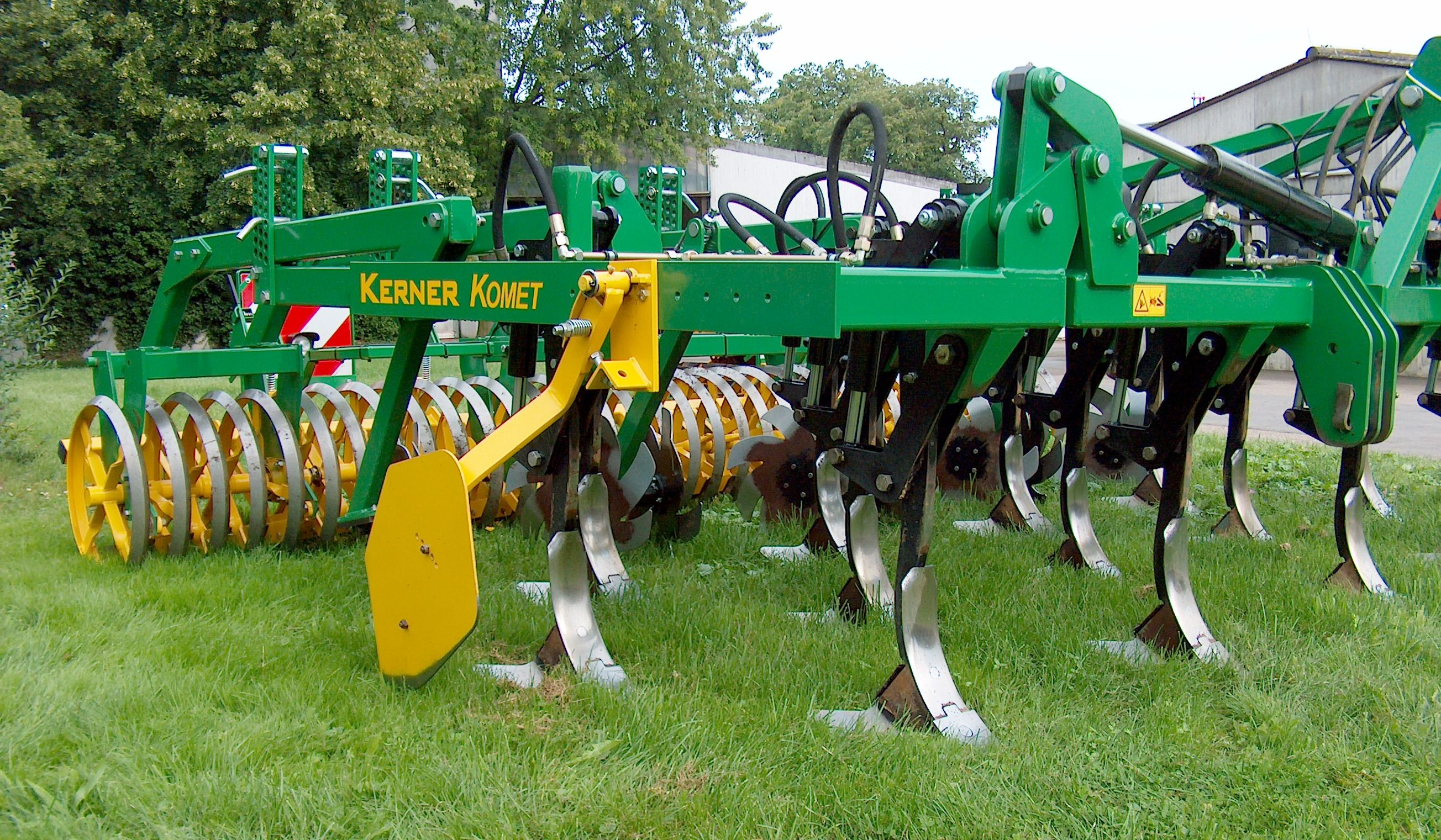
Лемішний культиватор

Культива́тор — знаряддя для обробки ґрунту (без перевертання його верхнього шару), боротьби з бур'янами і внесення в ґрунт добрив. Основними робочими органами культиватора є лапи.

## Історія
Найпростіший культиватор, так званий «троян», використовувався на Подніпров'ї та в смузі переходу від Полісся до Лісостепу.

## Принцип роботи
У районах, де переважають потужні вітри, відбувається постійне здування частини верхнього родючого шару ґрунту, іноді навіть з насінням. З такою проблемою стикнулися освоювачі цілини Казахстану в 1960-х роках. Цілина, яка в перший рік дала нечувані врожаї, через кілька років перестала родити. Причина — складні процеси, що призвели до ерозії ґрунтів.
Принцип роботи культиватора полягає в тому, що верхній шар ґрунту не перевертається, як при оранці. Боротьба із шкідниками полягає в підрізанні коренів бур'янів на певній глибині стрілоподібними лапами «плоскорізів»-культиваторів, що, разом із внесенням гербіцидів, призводить до стійкого утримання верхнього шару ґрунту від вітру і збереження мікрофлори верхнього родючого шару.
Разом з тим, штанги культиваторів роблять борозни, через які покращується водообмін.

## Класифікація
За їх типом, а також за призначенням цих знарядь, видом їх тяги та способом з'єднання з трактором культиватори поділяють на:
- па́рові,
- розпушувальні,
- протиерозійні (штангові і плоскорізи),
- вогневі,
- рослинопідживлювачі,
- підгортачі,
- садові,
- фрезерні,
- овочеві,
- лісові.

## Різновиди
Па́рові культиватори використовують для передпосівного обробітку ґрунту та догляду за парами. В СРСР, зокрема в Україні, був поширений культиватор паровий в причіпному і навісному варіантах. 
Культиватори-розпушувачі застосовують для обробітку кам'янистих ґрунтів на гірських схилах до 20°. 
До протиерозійних культиваторів належать:
- штанговий, призначений для розпушування ґрунту і знищення бур'янів у районах, де ґрунти зазнають вітрової ерозії. При лущенні стерні цей культиватор залишає її на поверхні поля непошкодженою. Робочим органом є штанга у вигляді квадратного сталевого вала;
- Культиватор-плоскоріз — для обробітку ґрунтів, які зазнають вітрової ерозії.

Робочі органи
|  |  |  |  |
|  |  |  |  |

- Стрілоподібна лапа є основною в культиваторах-плоскорізах. Ними здійснюється підрізання коренів бур'янів і рослинних залишків, якщо поле не мульчувалося восени. Саме застосування стрілоподібних лап в більшості заміняє оранку.
- Пружинні лапи гарно розпушують ґрунт, особливо де багато твердого груддя і каменів. Пружинна лапа гарно самоочищується від рослинних решток і налипання ґрунту і менше пошкоджується при попаданні на камінь.
- Долотоподібні лапи застосовують на дуже щільних ґрунтах, де застосування стрілоподібних лап без попереднього «зривання» шару ґрунту призведе до поломки лап.

Часто робочі органи культиваторів застосовують в комплексі. Скажімо, на одній рамі поєднують долотовидні, стрілоподібні і пружинні лапи, а ззаду ще чіпляють лущильник чи зубчасту борону.
На малюнку показано культиватор універсальний просапний італійського виробника Маскіо і Гаспардо. Видно передні долотоподібні лапи і задні коткові лущильники для подрібнення грудок ґрунту і остаточного вирівнювання посівного стола.

### Спеціальні культиватори

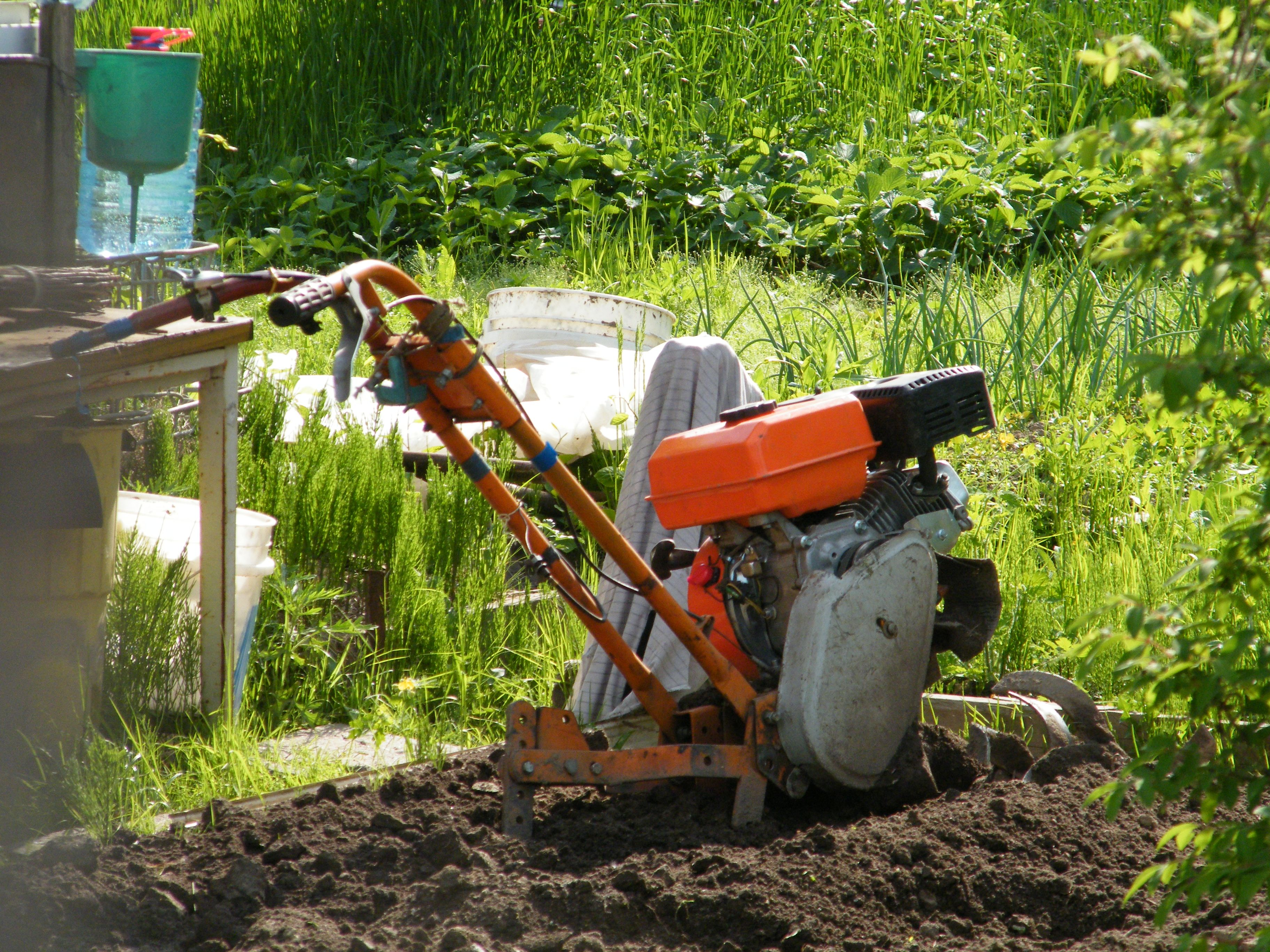
Мотокультиватор на ділянці

Культиватори вогневі призначені для пригнічення полум'ям газових пальників життєдіяльності різних видів однорічних бур'янів на стерні люцерни, кенафу, джуту, а також для знищення бур'янів на узбіччях шляхів та полів, на випасах тощо.
Культиватори-рослинопідживлювачі використовують для обробітку та підживлення посівів кукурудзи, цукр. буряків, соняшнику, картоплі та ін. просапних культур. Комплектуються полільними і розпушувальними лапами та підживлювальними ножами.
Культиватори-підгортачі комплектують, крім лап і підживлювальних ножів, ще й підгортачами, застосовують для підгортання, міжрядного обробітку ґрунту і підживлення картоплі та ін. просапних культур.
Культиватори садові комплектують розпушувальними і полільними лапами, боронками та борозноробами; а для обробітку пристовбурних смуг — поворотною лапою з механізмом гідрокерування.

## Мотокультиватор
Також в побуті культиватором називають полегшений варіант мотоблока, у якому замість ведучих коліс встановлено фрези. Транспортування такого пристрою до місця культивування відбувається з опорою на переднє пасивне колесо.

## Інтернет-ресурси
- Terminology and Definitions for Agricultural Tillage Implements
- Agricultural Machinery Management Data
- Field cultivator patent